# Nematopodius nigromaculatus
Nematopodius nigromaculatus är en stekelart som först beskrevs av Cameron 1907.  Nematopodius nigromaculatus ingår i släktet Nematopodius och familjen brokparasitsteklar. Inga underarter finns listade i Catalogue of Life.